# Blackbolbus inconsuetus
Blackbolbus inconsuetus is een keversoort uit de familie cognackevers (Bolboceratidae). De wetenschappelijke naam van de soort werd in 1915 gepubliceerd door Arthur Mills Lea.